# Герасимов, Виктор Григорьевич
 Виктор Григорьевич Герасимов (1928 — 2002) — специалист в области электротехники,  доктор технических наук, профессор, заведующий кафедрой электротехники и интроскопии (1970-1993) МЭИ. Заслуженный деятель науки и техники РСФСР. Президент Академии электротехнических наук Российской Федерации (1993-1999)

## Биография
Виктор Григорьевич Герасимов родился в 1928 году в посёлке Куровская Московской области. После окончания школы поступил в Московский энергетический институт на факультет электровакуумной техники и специального приборостроения, который закончил в 1951 г. и был оставлен на кафедре общей электротехники.  В МЭИ он проработал до конца жизни.
К приходу на кафедру В. Г. Герасимова там развёртывались научные работы по электромагнитным методам и средствам неразрушающего контроля промышленных изделий. Зав. кафедрой, Василий Сергеевич Пантюшин, поручил молодому учёному руководство этим научным направлением. В 1956 году Виктор Григорьевич защитил кандидатскую диссертацию, в 1960 году ему было присвоено звание доцента. В 1966 году он стал доктором технических наук, а в 1970 году — профессором. Докторская диссертация Виктора Григорьевича была посвящена общей теории контроля многослойных цилиндрических изделий.
Вскоре Виктор Григорьевич занял вопросами электромагнитных методов неразрушающего контроля и диагностики
промышленных изделий выпускников кафедры и студентов старших курсов. С 1968 года кафедра была переименована в кафедру электротехники и интроскопии.
С 1967 по 1972 год Герасимов В. Г. работал на кафедре и одновременно был членом коллегии Минвуза СССР. В 1971 году Кафедра электротехники и интроскопии МЭИ стала базовой по специальности «Физические методы и приборы контроля качества».
В 1970 году Герасимов В. Г. возглавил кафедру и руководил ею в течение 23 лет.  С 1970 по 1991 год  В. Г. Герасимов совмещал работу на кафедре с должностью руководителя Научно-методического совета по электротехнике Минвуза СССР, был председателем Научно-координационного совета по проблеме «Неразрушающий контроль и диагностика» Минвуза РФ.
Виктор Григорьевич  участвовал в работе Факультета повышения квалификации преподавателей МЭИ, который закончили несколько тысяч преподавателей из 300 вузов России, Прибалтики, Болгарии, Чехословакии и др. С 1993 по 1999 год Виктор Григорьевич был президентом Академии электротехнических наук Российской Федерации, затем был избран почётным президентом Академии.
Виктор Григорьевич имел 22 патента на изобретения, является автором около 275 научных работ, включая 14 монографий, 26 учебников и учебных пособий, его работы переведены на английский, болгарский и другие языки. Был редактором нескольких изданий четырёхтомного «Электротехнического справочника» и монографии «История электротехники» (1999).
Виктор Григорьевич подготовил трёх докторов и 20 кандидатов технических наук.

## Награды и звания
- «Заслуженный деятель науки и техники РСФСР»
- Лауреат Государственной премии РФ
- Орден «Знак Почета»
- Почетный член Международной академии электротехнических наук.

## Труды
- От знаний к творчеству (становление личности) : монография / В. Г. Герасимов, И. Н. Орлов, Л. И. Филиппов. - Москва : МЭИ, 1995.
- Электротехника и электроника : [учеб. для неэлектротехн. специальностей]: в 3 кн. / В.Г. Герасимов, Э.В. Кузнецов, О.В. Николаева, М.С. Цепляева. - Москва : Энергоатомиздат. - (Для студентов вузов). ISBN 5-283-05004-1.
- Основы промышленной электроники : [Учеб. пособие для неэлектр. специальностей вузов] / В. Г. Герасимов, О. М. Князьков, А. Е. Краснопольский. - Москва : Высш. школа, 1968. - 287 с.
- Электротехника : [учебник для неэлектротехнических специальностей вузов / Х. Э. Зайдель, В. В. Коген-Далин, В. В. Крымов и др.] ; под ред. В. Г. Герасимова. - Изд. 4-е, стер. - Москва : Арис, 2010.
- Методы и приборы электромагнитного контроля / В. Г. Герасимов, В. В. Клюев, В. Е. Шатерников. - Москва : Спектр, 2010. - 256 с. : ил. ; 21 см. - Библиогр.: с. 253-256. - 400 экз. - ISBN 978-5-904270-12-4.
- Электротехника и электроника : [учеб. для неэлектротехн. специальностей]: в 3 кн. / В.Г. Герасимов, Э.В. Кузнецов, О.В. Николаева, М.С. Цепляева. - Москва : Энергоатомиздат, 1996- . - (Для студентов вузов). - ISBN 5-283-05004-1.
- Электротехнический справочник: в 4 т. / под ред. профессоров МЭИ (гл. редактор В.Г. Герасимов) — 6—10-е изд. М.: Энергия; издательство МЭИ, 1980—2006.